# Éditions Leméac
Leméac è una casa editrice fondata a Montréal nel 1957 da Gérard Leméac. La casa editrice è principalmente consacrata al romanzo, al teatro contemporaneo, ai saggi e alle biografie di personaggi che hanno segnato il settore culturale del Québec, pubblicando tutta l'opera di Marcel Dube, uno dei padri del teatro quebecchese e il famoso e prolifico drammaturgo e romanziere Michel Tremblay. Nel suo catalogo si trovano le grandi opere di autori come Jean Ethier Blais, Jacques Poulin, Elise Turcotte, Lise Gauvin, Ying Chen, Jean-François Chassay e Hubert Aquin. L'accademico Antonine Maillet è stato pubblicato da Leméac a partire dal 1971, anno di uscita di La Sagouine-Pièce pour une femme seule.